# Stanisław Smolka (major)
Stanisław Smolka (ur. 25 grudnia 1881?/6 stycznia 1882 w Kijowie, zm. 24 września 1939 k. Komarowa) – major saperów inżynier Wojska Polskiego, założyciel uzdrowiska Wieniec-Zdrój (1923).

## Życiorys
8 grudnia 1918 został przyjęty do Wojska Polskiego z byłego I Korpusu Polskiego w Rosji i byłej armii rosyjskiej z zatwierdzeniem posiadanego stopnia porucznika i przydzielony do Włocławskiego Okręgowego Pułku Piechoty.

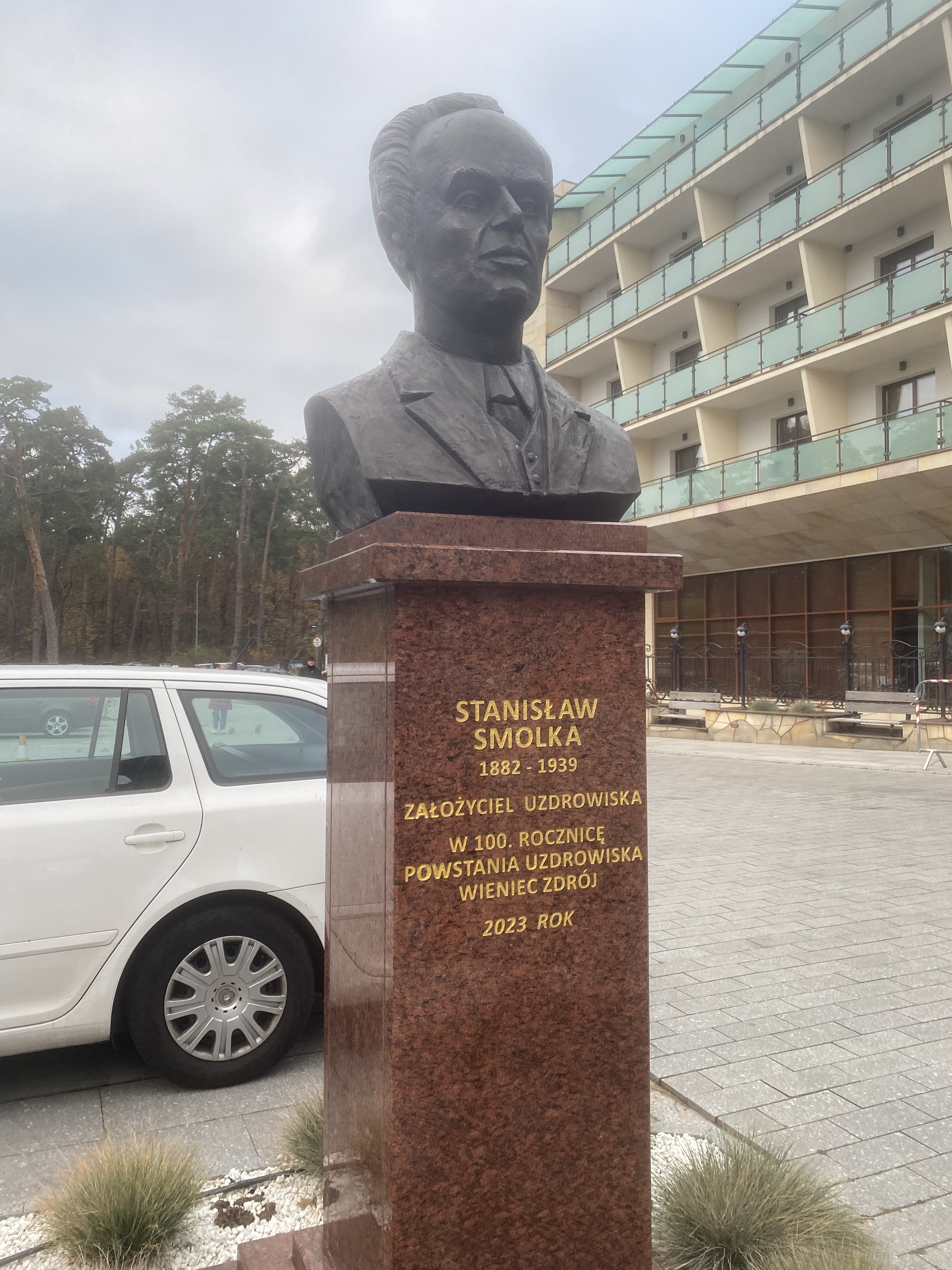
Pomnik założyciela uzdrowiska Stanisława Smolki przed sanatorium w Wieńcu Zdroju

W 1934, jako oficer pospolitego ruszenia pozostawał w ewidencji Powiatowej Komendy Uzupełnień Włocławek. Posiadał przydział do Oficerskiej Kadry Okręgowej Nr VIII. Był wówczas „przewidziany do użycia w czasie wojny”.
Poległ 24 września 1939 w czasie kampanii wrześniowej w okolicy miejscowości Komarów w pobliżu Zamościa. Spoczywa w indywidualnym grobie w wojskowej kwaterze cmentarza parafialnego w Komarowie-Osadzie.

Jego imieniem nazwano jedną z wienieckich ulic.